# Piattaforma cooperativa
Una piattaforma cooperativa, o cooperativa di piattaforma, è un'azienda di proprietà cooperativa e governata democraticamente che istituisce una piattaforma di elaborazione e utilizza un sito web, un'app mobile o un protocollo per facilitare la vendita di beni e servizi. Le cooperative di piattaforme sono un'alternativa alle piattaforme finanziate con capitale di rischio nella misura in cui sono possedute e governate da coloro che dipendono maggiormente da loro: lavoratori, utenti e altre parti interessate.

## Tipologia
Sebbene non vi sia una tipologia comunemente accettata di cooperative di piattaforma, i ricercatori spesso ontologizzano le cooperative di piattaforme per settore. Alcune potenziali categorie includono: trasporti, manodopera su richiesta, giornalismo, musica, progetti creativi, banca del tempo, film, assistenza sanitaria a domicilio, fotografia, cooperative di dati, mercati. Altre tipologie differenziano le cooperative di piattaforma in base alla governance o alle strutture della proprietà.

## Esempi
Molte cooperative di piattaforma utilizzano modelli di business simili alle app o ai servizi web più noti, ma con una struttura cooperativa. Ad esempio, esistono numerose app di taxi di proprietà dei conducenti che consentono ai clienti di inviare richieste di viaggio e di informare l'autista più vicino, simili a Uber.
Il sito Internet of Ownership include una directory dell'"ecosistema" delle cooperative di piattaforma.
Fairbnb è un mercato online che offre un servizio di ospitalità per le persone che noleggiano o affittano alloggi a breve termine. Innanzitutto, è anche una comunità di attivisti, programmatori, ricercatori e designer che lavorano per creare la piattaforma per consentire agli ospiti e agli ospiti di connettersi per viaggi e scambi culturali, riducendo al minimo i costi per le comunità. È un'alternativa alle piattaforme commerciali.
Fairmondo è un mercato online di beni e servizi etici, originario della Germania e ampliatosi nel Regno Unito. L'adesione come stakeholder è aperta a tutti e la quota minima è limitata a un importo accessibile, con le parti interessate che esercitano un controllo democratico attraverso il principio di "un membro un voto". È un'alternativa cooperativa ad Amazon ed eBay.
Green Taxi Cooperative è la più grande compagnia di taxi nell'area metropolitana di Denver.  Organizzato dai Communications Workers of America Local 7777, i suoi membri acquistano nella cooperativa una quota associativa unica di $ 2000 e poi pagano commissioni pari a una "frazione" di ciò che le grandi aziende addebitano ai conducenti. Pur avendo un'applicazione mobile attraverso la quale i conducenti possono programmare appuntamenti con i viaggiatori, e quindi competere direttamente con le applicazioni di guida come Uber e Lyft, a novembre 2016 la Green Taxi Cooperative deteneva una quota di mercato del 37% a Denver.
Loconomics è un mercato online e mobile di proprietà dei lavoratori, con sede negli Stati Uniti, che consente ai clienti di trovare lavoro autonomo in piccole attività quotidiane, come babysitter o cura degli animali domestici. Invece di addebitare una commissione, l'adesione come proprietario è aperta a tutti per una quota di proprietà mensile, che consente anche ai membri di votare o candidarsi per il consiglio di amministrazione della cooperativa.
Midata è una piattaforma online cooperativa, con sede a Zurigo, che cerca di fungere da scambio di dati medici dei membri. Utilizzando un'applicazione open source, i membri sono in grado di condividere i propri dati medici in modo sicuro con medici, amici e ricercatori e hanno accesso a "strumenti di analisi, visualizzazione e interpretazione dei dati". I membri possono anche acconsentire all'uso dei loro dati nella ricerca medica e negli studi clinici. In un progetto pilota, i pazienti sottoposti a chirurgia post-bariatrica sono in grado di caricare i dati sulla piattaforma, incluso il loro peso e il conteggio dei passi giornalieri, e seguire i propri progressi post-chirurgia.
Stocksy United è una cooperativa di piattaforma con sede a Victoria, British Columbia. È una "raccolta altamente curata di fotografie e riprese video esenti da royalty che è" bella, distintiva e altamente utilizzabile ". Nel 2015 Stocksy ha guadagnato $ 7,9 milioni in vendite, raddoppiando i ricavi rispetto all'anno precedente— e ha pagato un dividendo di $ 200.000 ai suoi membri.
Up & Go è un mercato digitale per i servizi domestici professionali che consente agli utenti di pianificare servizi come pulizia della casa, passeggiate con i cani e lavoro pratico con aziende di proprietà dei lavoratori che hanno pratiche di lavoro eque.
Resonate  è una cooperativa che diffonde musica in streaming simile a Spotify.

## Cooperativismo di piattaforma
Il Cooperativismo di piattaforma è una struttura intellettuale ed un movimento che sostiene lo sviluppo globale delle cooperative di piattaforma. I suoi sostenitori si oppongono all'affermazione tecno-soluzionista che la tecnologia è, di default, la risposta a tutti i problemi sociali. Piuttosto, i sostenitori del movimento sostengono che impegni etici come la costruzione dei beni comuni globali, il sostegno di sindacati inventivi, e la promozione della sostenibilità ecologica e sociale e della giustizia sociale, sono necessari per formare un'economia sociale equa. Il cooperativismo di piattaforma sostiene la coesistenza di modelli aziendali cooperativi e di modelli estrattivi tradizionali con l'obiettivo di costruire un paesaggio di lavoro digitale più diversificato che rispetti condizioni di lavoro eque.
Il cooperativismo di piattaforma si basa su tentativi differenti di disintermediazione digitale, tra cui il movimento di produzione peer-to-peer, guidato da Michel Bauwens, Vasilis Kostakis e la P2P Foundation, che sostiene "nuovi tipi di partecipazione democratica ed economica" che poggiano "sulla libera partecipazione di partner paritari, impegnati nella produzione di risorse comuni", nonché sui meccanismi radicalmente distribuiti e non di mercato della peer-production in rete promossa da Yochai Benkler. Il libro di Marjorie Kelly Owning Our Future (Possedere il nostro futuro) ha contribuito alla distinzione tra il design della proprietà democratica e quello della proprietà estrattiva.
Mentre le cooperative di piattaforma sono strutturate come cooperative, garantendo il controllo democratico ai lavoratori, ai clienti, agli utenti o ad altri stakeholder chiave, le aziende e le iniziative che sostengono l'ecosistema dell'economia delle cooperative di piattaforma sono considerate parte del movimento cooperativistico di piattaforma nella misura in cui cercano di incoraggiare, sviluppare e sostenere il suo sviluppo. È stato anche sostenuto che, poiché la diffusione del cooperativismo di piattaforma "richiederà un diverso tipo di ecosistema - con forme appropriate di finanza, legge, politica e cultura - per sostenere lo sviluppo di imprese democratiche online", qualsiasi persona o impresa associata allo sviluppo di questo ecosistema può essere considerata un sostenitore del cooperativismo di piattaforma.